# پیر بویسه
پیر بویسه (انگلیسی: Pierre Bouysse؛ زادهٔ ۲۷ ژوئن ۱۹۸۳) بازیکن فوتبال اهل فرانسه است.
از باشگاه‌هایی که در آن بازی کرده‌است می‌توان به باشگاه فوتبال کلرمون فوت و باشگاه فوتبال سدان اشاره کرد.